# Albert Dulk

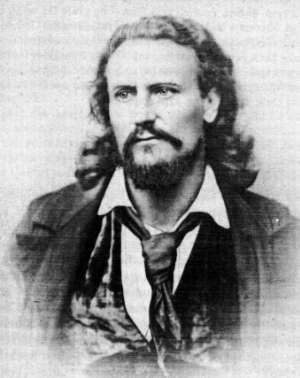
Albert Friedrich Benno Dulk 1855

Albert Friedrich Benno Dulk (* 17. Juni 1819 in Königsberg; † 29. Oktober 1884 in Stuttgart) war ein deutscher Schriftsteller, Revolutionär, Sozialist und Freidenker.

## Leben und berufliche Entwicklung
Albert Dulks Vater Friedrich Philipp Dulk war Apotheker und Professor der Chemie, seine früh verstorbene Mutter Emilie, geborene Hartung, entstammte der Königsberger Verlegerfamilie Hartung. Albert Dulk besuchte bis 1837 das Kneiphöfische Gymnasium; parallel dazu absolvierte er beim Vater eine Apothekerlehre. Er entschied sich nach dem Abitur für ein Chemiestudium, das er an der Universität in Königsberg begann. Weitere Studienorte waren Leipzig und Berlin. 1838 wurde er Mitglied des Kränzchens Hochhemia Königsberg. Während seines einjährigen Freiwilligendienstes 1841/42 als Lazarettapotheker in Breslau pflegte er Umgang mit Nees von Esenbeck, Hoffmann von Fallersleben und Friedrich von Sallet.
Während seiner Studienzeit unterhielt er Kontakte zum Kreis der sogenannten „Freien“ um Bruno Bauer, Edgar Bauer, Louise Aston und Max Stirner in Berlin. In Leipzig schloss er sich den demokratisch gesinnten Studenten an. In dieser Zeit entstand sein Vormärz-Drama Orla, das Dulk 1844 im Verlag Literarisches Comptoir Zürich und Winterthur von Julius Fröbel wegen der Zensur anonym veröffentlichte. Im August 1845 hielt er neben Robert Blum und Wilhelm Jordan eine Begräbnisrede für die Gefallenen der Leipziger Unruhen, woraufhin seine Ausweisung aus Sachsen verfügt wurde. Um trotzdem sein Studium fortsetzen zu können, versteckte er sich mit Hilfe seiner Freundin Pauline Butter, Tochter eines Leipziger Bankiers. Angeregt durch seinen Freund, den jüdischen Arzt, Schriftsteller und Politiker Johann Jacoby, begann Dulk die Arbeit an einem nie vollendeten Drama über das Attentat auf König Friedrich Wilhelm IV. durch den märkischen Bürgermeister Heinrich Ludwig Tschech. Dadurch zog Dulk die Aufmerksamkeit der preußischen „Geheimpolizei“ auf sich, was 1846 zu einer vierwöchigen Untersuchungshaft in Halle führte.
Nach seiner Promotion im August 1846 in Breslau heiratete Dulk seine Cousine Johanna am 26. Oktober in Königsberg. Seine Habilitationsversuche im folgenden Jahr an der dortigen Universität scheiterten aufgrund seiner politischen Vergangenheit. Das ganze Jahr 1847 arbeitete Dulk an seinem Theaterstück Lea, das am 23. Februar 1848 in Königsberg uraufgeführt und später zu seinem meistaufgeführten Stück wurde. Das Drama über den Hofjuden Joseph Süß Oppenheimer „bezieht tiefverwurzelte antijüdische Topoi und Klischees ein, um sie zu hinterfragen und zu entlarven“. Zugleich aber steht es für Dulks Vorstellung von einer politisch-gesellschaftlichen und religiösen Erneuerung jenseits aller Konfessionen.
An der Deutschen Revolution 1848/49 nahm Dulk in Königsberg aktiv teil. Zusammen mit einem Kaufmann, zwei Handwerksmeistern und dem Studenten Robert Schweichel gründete er im April einen Arbeiterverein. Nachdem er im Juli die Leitung hatte abgeben müssen, gab er im November die fünf Nummern umfassende Zeitschrift Der Handwerker heraus. Mit ihr wollte er dazu beitragen, dass die soziale Frage einer „gründlichen Prüfung“ und dem „besonnenen Handeln denkender Arbeiter“ anheimfalle. Unter dem Motto „Assoziation, Vereinigung, das ist der neue Heilandsgedanke und das Evangelium der Zeit“ berichtete er über Meister- und Gesellenkongresse, berufsständische Arbeitervereine und Arbeitervereinigungen. Später leitete er eine Sonntagsschule für Lehrlinge. Mit Otto Seemann verfasste er die einaktige politische Komödie Die Wände.

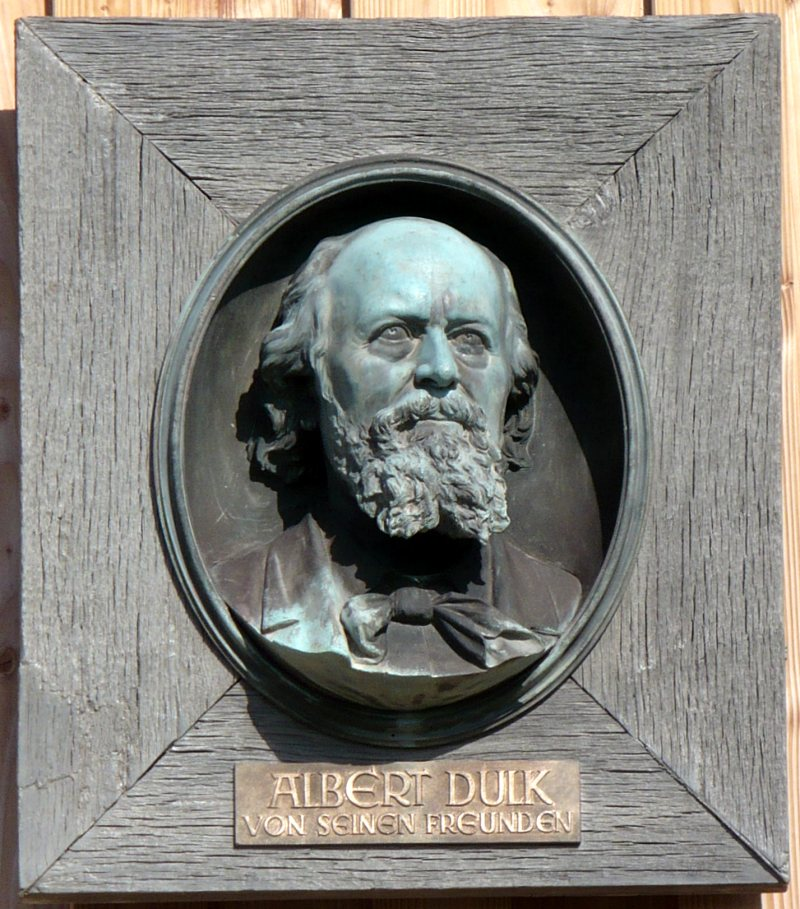
Bronzenes Hochrelief in ovalem Medaillon aus der Werkstatt von Adolf von Donndorf. Die einfache hölzerne Berahmung stammt aus der Zeit nach 1951. Renovierter Zustand am Dulkhäuschen 2011

Der Misserfolg seines Engagements, der Sieg der Reaktion in Preußen sowie seine privaten Verhältnisse veranlassten ihn im Juni 1849, ausgestattet mit preußischen Papieren, nach Udine zu reisen, wo seine Freundin ein Kind erwartete. Zum gleichen Zeitpunkt trat er aus der Kirche aus. Von dort aus durchquerte er zu Fuß die Alpen, Ober- und Mittelitalien und erreichte nach mehreren Monaten Neapel. Er beschloss, sich „zu vereinsamen, freiwillig dem Lebensglück zu entsagen, in einsamer Stille noch einmal meinen Gott, in mir, zu suchen“, und organisierte eine Reise nach Ägypten. Von den acht Monaten, die er dort zubrachte, lebte er drei Monate auf der Sinai-Halbinsel alleine in einer Felsenhöhle unweit des Katharinenklosters, dabei in ständigem Kontakt zu Beduinen. Dulks Ägyptentagebuch, kulturhistorisch und literarisch bedeutsam, ist bisher nur in Auszügen veröffentlicht worden.
Zurück in Europa ließ sich Albert Dulk mit seiner Frau Johanna, seinen Freundinnen Pauline Butter und später Else Bußler sowie den gemeinsamen Kindern bei Vevey am Genfersee nieder. Hier lebte er mit seiner Familie in einer Sennerhütte. Im November 1858 zog Dulk nach Stuttgart, wo er als Theaterkritiker und Literaturtheoretiker wirkte. Insbesondere entdeckte er die Bedeutung Heinrich von Kleists für seine eigene Dramentheorie. 1865 nahm er die württembergische Staatsbürgerschaft an. Von hier aus unternahm er lediglich noch zwei Reisen, die ihn nach Schweden und Lappland führten. Das aus dieser Zeit stammende Drama „Simson“ fand wenig Beachtung beim Publikum. Anders das 1862 auf die Bühne gebrachte Stück „König Enzio“, nach der Musik von Johann Joseph Abert (1832–1915). Ebenfalls in Stuttgart brachte er 1865 sein Hauptwerk „Jesus der Christ“ in die Öffentlichkeit.
Neben Dramen, -bearbeitungen und Opernlibretti, verfasste er ebenfalls in Stuttgart – ab 1871 in Untertürkheim und später in den Sommermonaten in einem Forsthäuschen oberhalb von Eßlingen – kirchenkritische Texte, insbesondere Der Irrgang des Lebens Jesu. In dieser Zeit arbeitete er auch an einem Drama, „Brigitte“, das sich – aus seinen eigenen Erfahrungen resultierend – mit dem Problem der Doppelehe auseinandersetzte. Diese Arbeit ist aber nie zur Aufführung oder Veröffentlichung gekommen. Kurz nach dem Deutsch-Französischen Krieg veröffentlichte er mehrere Schriften, darunter Patriotismus und Frömmigkeit, in der er leidenschaftlich gegen die Bismarcksche Blut-und-Eisen-Politik polemisierte.
Nach der Reichseinigung unter Preußens Führung schloss sich Dulk nach anfänglichem Zögern der Arbeiterbewegung an und war fortan führend am Aufbau der sozialdemokratischen Partei Württembergs beteiligt. Er vertrat 1875 als Stuttgarter Delegierter den Allgemeinen Deutschen Arbeiterverein (ADAV) auf dem Vereinigungskongress der Sozialistischen Arbeiterpartei Deutschlands (SAP) in Gotha. Als Kandidat bei Reichstags- und Landtagswahlen errang er Achtungserfolge.

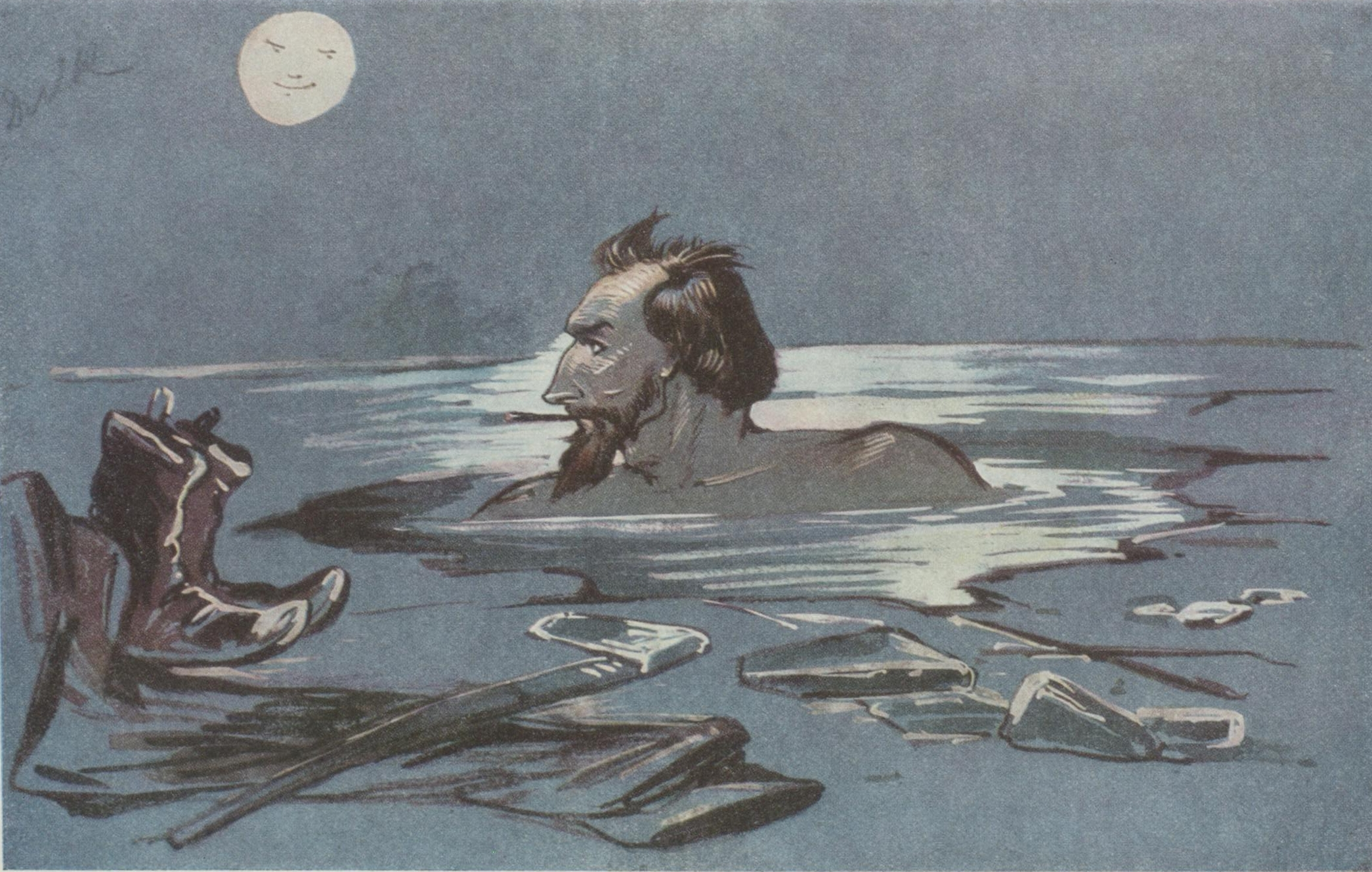
Karikatur von Albert Dulk beim Baden im vereisten Neckar. Aus dem Album der Stuttgarter Künstlergesellschaft „Das Strahlende Bergwerk“, deren Mitglied er war.

Unter dem Eindruck der Attentatshysterie des Jahres 1878, die zum restriktiven Sozialistengesetz führte, wurde Dulk wegen eines Wahlflugblattes in Eßlingen zu einem Jahr Gefängnis wegen Volksverhetzung und in Ulm zu weiteren zwei Monaten wegen Kirchenschmähung verurteilt. Die Haft saß er in Heilbronn ab. Fortan galt er unter den württembergischen Sozialdemokraten als Märtyrer der politischen Verfolgung. Anfang Mai 1881 hielt er auf dem Pragfriedhof in Stuttgart die Leichenrede anlässlich der Beerdigung Gottlob Eitles. Dulk übte in seiner Rede scharfe Kritik am Sozialistengesetz und berief sich auf die Menschenrechte. Die Beerdigung fand unter der Woche statt, dennoch wurde die Begräbnisfeier zur Überraschung der Polizei zu einer großen Parteidemonstration, an der sich über 400 Genossen beteiligten. Am 2. April 1882 gründete Albert Dulk in Stuttgart die erste Freidenkergemeinde innerhalb des seit 1881 bestehenden Deutschen Freidenkerbundes.
Auch als Mitglied des Männerturnverein Stuttgart erregte Dulk Aufsehen. Am 17. Juli 1865, mit 46 Jahren, durchschwamm er als erster den Bodensee, und zwar zwischen Romanshorn und Friedrichshafen in sechseinhalb Stunden.
Am 29. Oktober 1884 erlag Albert Dulk im Stuttgarter Bahnhof einem Herzversagen. Der Trauerzug durch Stuttgart am 2. November wuchs sich mit geschätzten 5.000 bis 10.000 Teilnehmern zur größten Massendemonstration während der Geltungsdauer des Sozialistengesetzes aus. Die Feuerbestattung erfolgte im Krematorium Gotha.

## Literarische Rezeption und Würdigungen

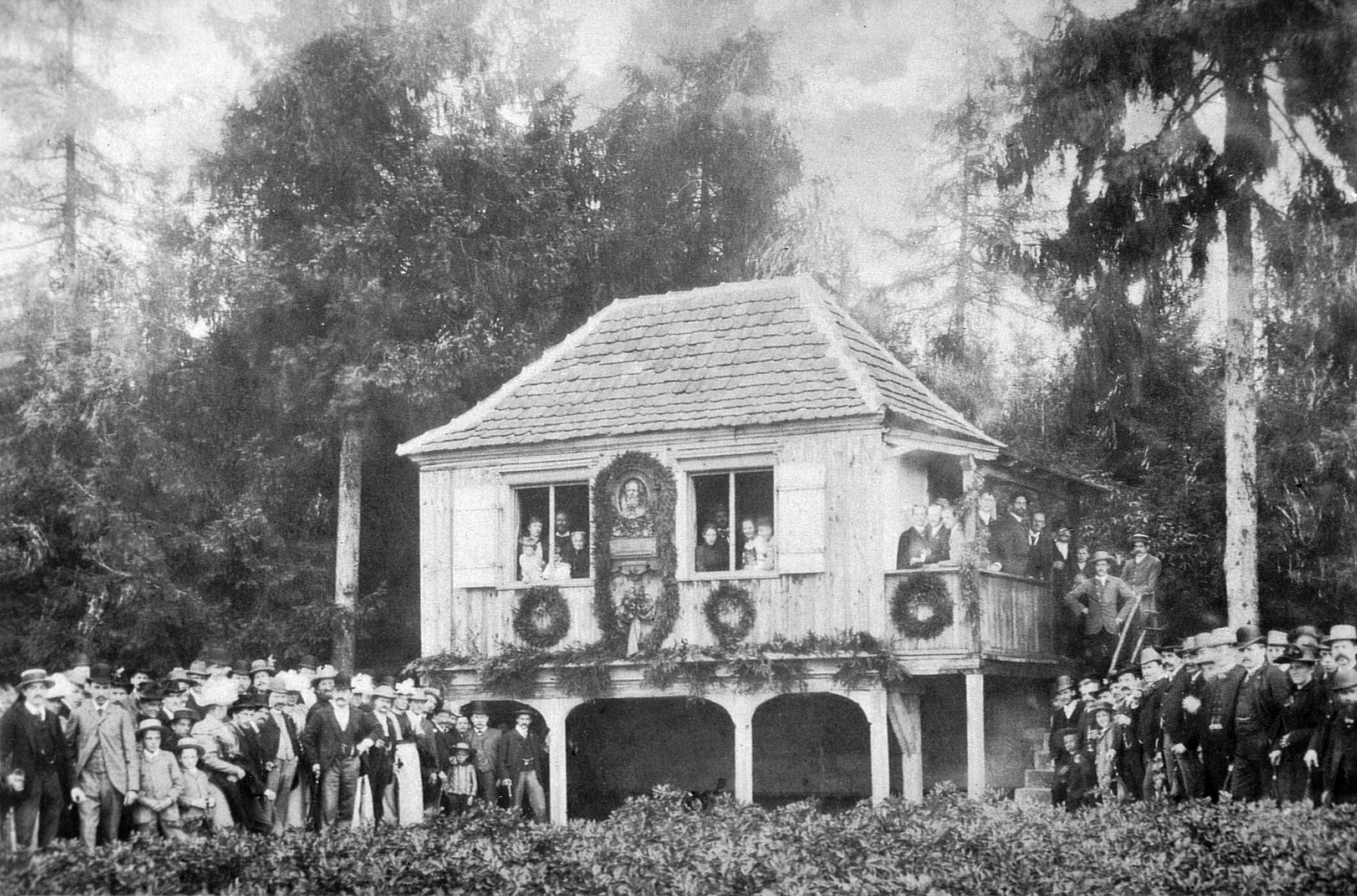
Ausflug zum Dulkhäuschen. Ältestes Gruppenfoto württembergischer Sozialdemokraten, aufgenommen am 10. September 1893

Dulk war Vorbild und Modell für Wilhelm Raabes Figur des Leonhard Hagebucher, Protagonist seines Romans Abu Telfan oder Die Heimkehr vom Mondgebirge. Raabe war mit Dulk während seiner Stuttgarter Zeit befreundet. Ebenso benutzte Dulks Jugendfreund Rudolf Gottschall in dem Roman Welke Blätter und in der Novelle Romeo und Julia vom Pregel Charakterzüge Dulks. Sein Drama Jesus der Christ, für dessen passionsspielähnliche Inszenierung er eine moderne Volksbühne gefordert hatte, sowie Der Irrgang des Lebens Jesu waren auch von Einfluss auf Gerhart Hauptmanns Der Narr in Christo. Emanuel Quint. Über seine Anhängerin, die Schriftstellerin und Freidenkerin Hedwig Henrich-Wilhelmi, und den mit ihr bekannten Begründer der Freien Volksbühne Bruno Wille, lässt sich die Verwendung von Motiven aus Dulks Leben bei dem Naturalismus nahestehenden Schriftstellern nachweisen, so unter anderem bei Wille selbst und John Henry Mackay. Von Dulk angezogen fühlten sich auch literarische Einzelgänger wie Heinrich Schäff-Zerweck und sein Freund, der später radikalvölkische Ernst Emanuel Krauss (Pseudonym Georg Stammler), sowie Peter Hille.
Am Dulkhäuschen oberhalb von Wiflingshausen wurde bei einer Gedenkveranstaltung am 20. September 1885 vor etwa 2000 Teilnehmern eine von Arbeitern und Freunden gestiftete Büste enthüllt. Die Festrede hielt der sozialdemokratische Reichstagsabgeordnete Bruno Geiser. Bis zum Ersten Weltkrieg folgten weitere sozialdemokratische Treffen. In Königsberg trug 1930 eine Straße nördlich des Maraunenhofs seinen Namen, die 1938 umbenannt wurde. Neben dem 1966 auf Initiative des konservativen und kirchenkritischen Kulturphilosophen Kurt Port benannten Dulkweg in Esslingen am Neckar existiert seit 2002 in Stuttgart-Untertürkheim eine Dulkstraße. Dort wurde eine erste – 1920 aufgeführte – Dulkstraße bereits 1933 umbenannt.

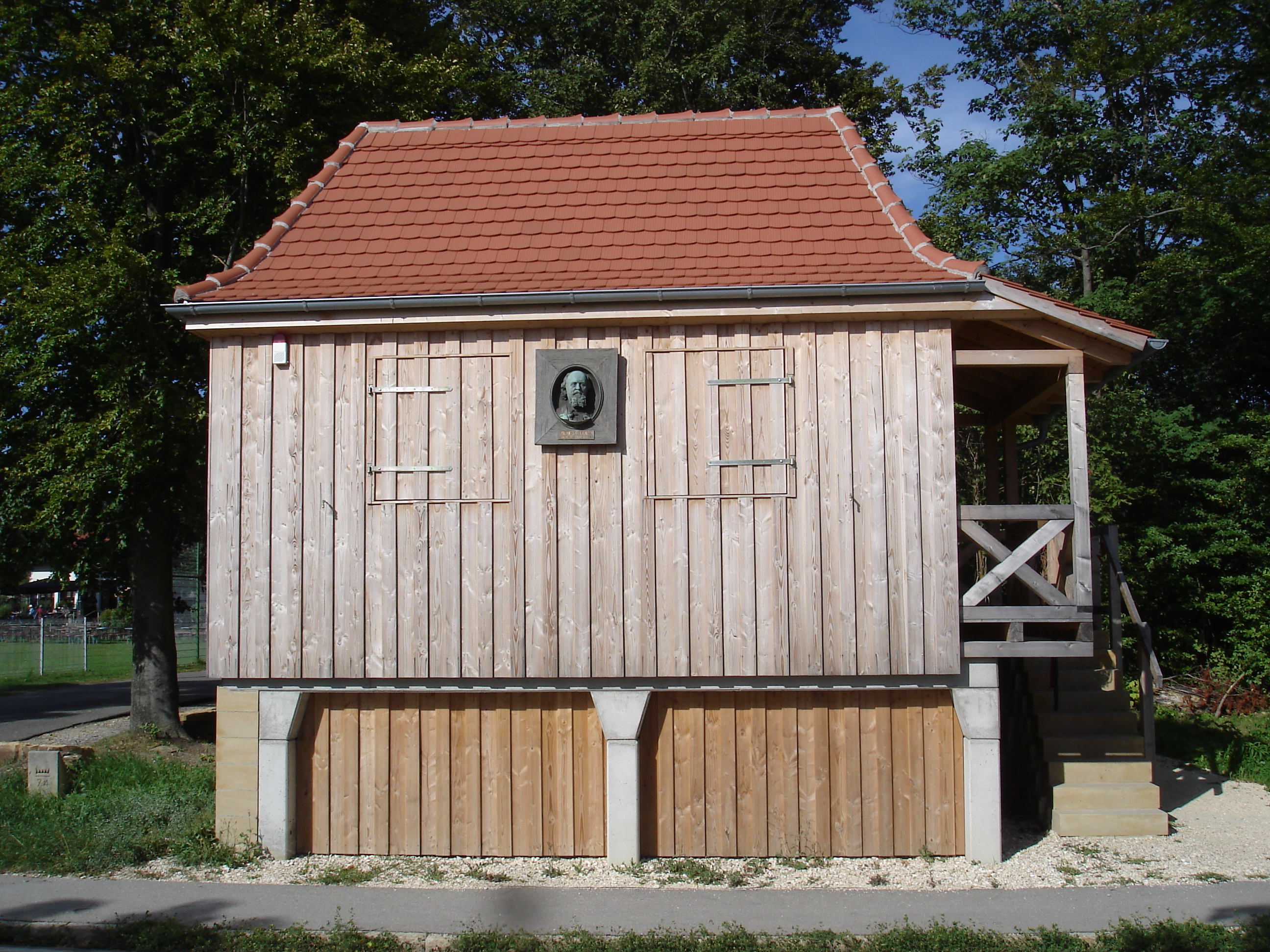
Das neuerrichtete Dulkhäusle

Das Dulkhäuschen, ein literarisches wie politisches Denkmal, verlor 1951 bis auf die bronzene Büste wesentliche Attribute seiner äußeren Erscheinung. Dulk galt als „Fremdling auf schwäbischem Boden“, als „anarchistisch-atheistischer Heißkopf“, der „mit den Eßlingern nicht viel zu tun hatte“. Entsprechend notdürftig fielen die grundlegenden Instandsetzungsarbeiten der wenigstens als „idyllisches Schmuckstück“ geschätzten Hütte aus. 2010 verlor das Dulkhäusle seinen Status als Denkmal, nachdem festgestellt worden war, dass seit den 1950er Jahren kaum noch originale Bausubstanz vorhanden war. Daraufhin wurde das Dulkhäusle abgerissen und mit der unentgeltlichen Hilfe einiger Handwerksbetriebe, begleitet durch eine Spendenaktion, komplett neu aufgebaut. Die renovierte Bronzebüste wurde wieder an der Fassade angebracht. Am 25. September 2011 fand die Einweihung des Neubaus statt. Das abgebrochene Dulkhäuschen war mutmaßlich die älteste sozialdemokratische Erinnerungsstätte in Deutschland.

## Albert Dulk Preis
Seit 2016 wird der mit 3.000 Euro dotierte Albert Dulk Preis durch Untertürkheimer Vereine an Persönlichkeiten aus Kunst und Kultur, Gesellschaftspolitik, Wissenschaft und Wirtschaft vergeben, die – wie der Namensgeber – mit Mut und Offenheit Grenzen überschreiten, die Freiräume schaffen und nutzen. Der erste Preisträger war 2016 der Stuttgarter Performancekünstler Pablo Wendel, zweiter Preisträger war 2019 der Kabarettist und Autor Peter Grohmann, dritter Preisträger am 14. Oktober 2025 wird der Stuttgarter Journalist und Filmemacher Hermann Abmayr.

## Werke (Auswahl)
- Orla. Dramatische Dichtung. Literarisches Comptoir, Zürich und Winterthur 1844 („Neue, mit einem Anhange vermehrte Auflage“, J. P. Grohe, Mannheim 1847).
- Lea. Drama in 5 Akten. Samter & Rathke, Königsberg 1848.
- Die Wände, eine politische Komödie in einem Acte. (in Zusammenarbeit mit Otto Seemann). Pfizer u. Heilmann, Königsberg 1848. Wiederabgedruckt in: Horst Denkler (Hrsg.): Der deutsche Michel. Revolutionskomödien der Achtundvierziger. Stuttgart 1971, S. 172–208.
- „Simson“, Drama, Stuttgart, 1859
- König Enzio. Große Oper in vier Akten. Blum und Vogel, Stuttgart, 1862. Musik: Johann Joseph Abert. UA 1862 Stuttgart (Hoftheater). Neufassung: Enzio von Hohenstaufen. UA 1875 Stuttgart (Hoftheater)
- Jesus der Christ. Ein Stück für die Volksbühne in neun Handlungen mit einem Nachspiel. E. Ebner, Stuttgart 1865.
- Konrad der Zweite, historisches Schauspiel in sechs Handlungen. Erster Theil: König Konrad der Zweite. Zweiter Theil: Kaiser Konrad der Zweite. F. A. Brockhaus, Leipzig 1867.
- „Brigitte“, Drama Stuttgart 1868 (nur als Manuskript überliefert)
- Patriotismus und Frömmigkeit. Ein Wort zur Erkenntniss der Zeit. Ph. Rohr, Kaiserslautern 1871.
- „Entzio von Hohensteifen“ – zweite Bearbeitung des Stückes „König Enzio“ von 1862, Stuttgart 1875
- Willa. Schauspiel in drei Handlungen. Rosner, Wien 1875.
- „Stimmen der Menschheit, Christliche Glaubenslehre“ Stuttgart 1876/1880
- Der Irrgang des Lebens Jesu. Band I, J. H. W. Dietz, Stuttgart 1884 und Band II, Stuttgart o. J.
- Gedichte. Ausgewählt aus seinem Nachlaß. J. H. W. Dietz, Stuttgart 1887.
- Sämmtliche Dramen, hrsg. von Ernst Ziel. Bd. I-III, J. H. W. Dietz, Stuttgart 1893/94 (mit erheblichen Abweichungen gegenüber den Einzelausgaben).
- Der Briefwechsel zwischen Albert Dulk und Paul Heyse 1860–1882. In: Ernst Rose (Hrsg.): Germanic Review. New York 1929, S. 1–152.
- Nieder mit den Atheisten! Ausgewählte religionskritische Schriften aus der frühen Freidenkerbewegung. hrsg. v. Heiner Jestrabek. IBDK Verlag, Aschaffenburg 1995, ISBN 3-922601-27-8.
- Lichter aus Frankfurt. Der Briefwechsel Friedrich Stoltzes mit Albert Dulk 1867-1884. VDG, Weimar 2004, ISBN 3-89739-426-X.